# Печето (Торино)
Печето је насеље у Италији у округу Торино, региону Пијемонт.
Према процени из 2011. у насељу је живело 2323 становника. Насеље се налази на надморској висини од 392 м.